# Diana Ozon

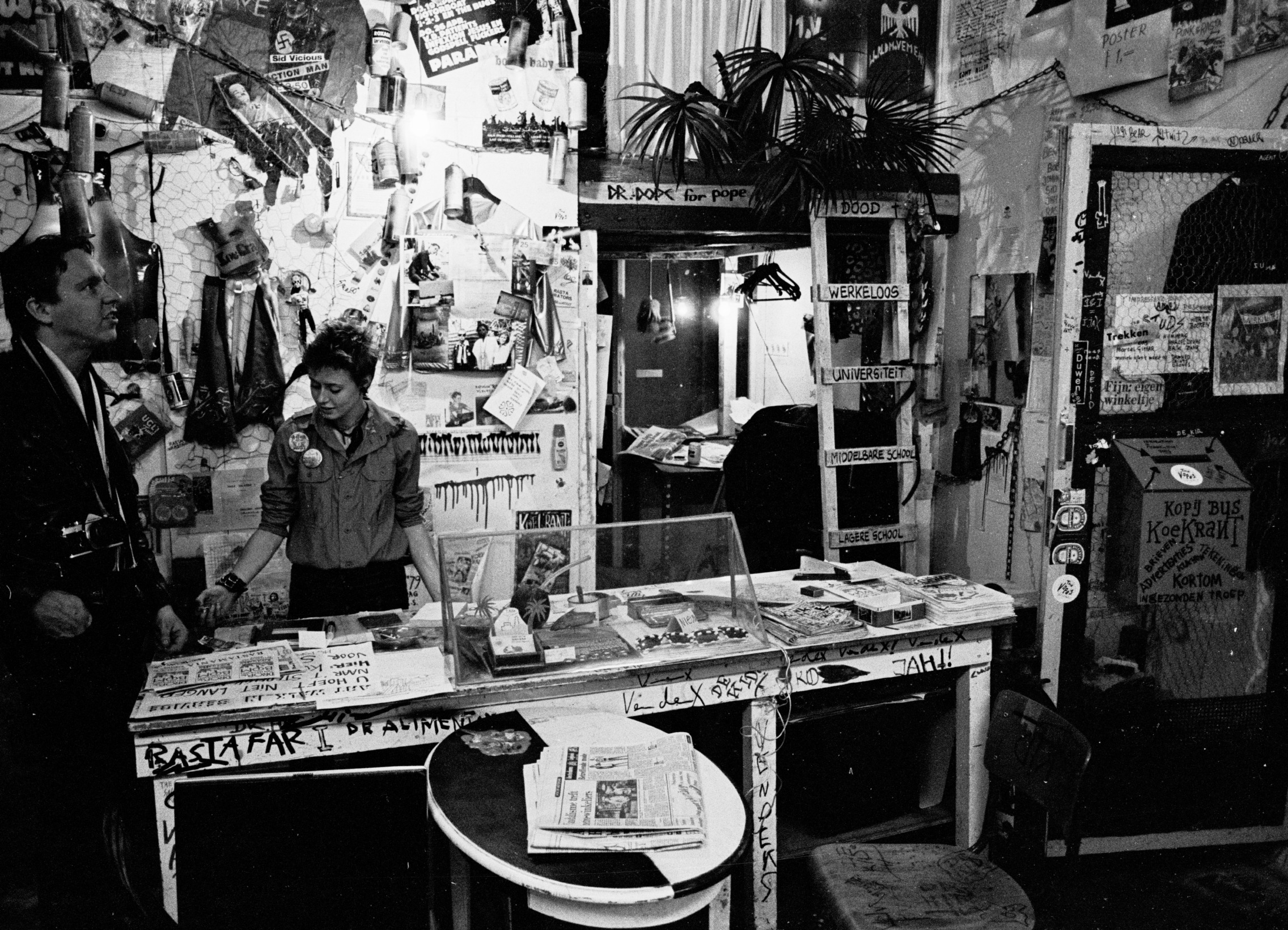
Diana Ozon met Paul Tornado in 1978

Diana Ozon, pseudoniem van Diana Groenveld (Amsterdam, 7 augustus 1959), is een Nederlandse dichteres.

## Leven en werk
Diana Ozon publiceerde haar eerste gedichten in de schoolkrant van het Hervormd Lyceum Zuid te Amsterdam. Na haar middelbareschooltijd begon ze een opleiding aan de Gerrit Rietveld Academie, maar ze haakte al snel af. Vanaf 1977 was Diana Ozon een belangrijke spil in de Amsterdamse punkbeweging, aanvankelijk als Douglas Groezel, Diana Dreun Doing, Gretchen Gestapo, Jah Tampon en Greetje Ozon. De bekende gekraakte Zebrapanden in Amsterdam werden mede door haar en haar toenmalige partner Hugo Kaagman omgetoverd tot een soort van punkhoofdkwartier waarin de punkclub DDT666 en het redactiecentrum van de roemruchte Koekrant waren gehuisvest. Diana Ozon was op dat moment de eerste en enige Nederlandse punkdichter en hielp daarmee een brug te slaan tussen jeugd en literatuur.
Vanaf 1982 werd Ozon ook op nationaal niveau bekender, toen ze bij uitgeverij Guus Bauer haar bundels Laag bij de Gronds en De Obscure Camera publiceerde. Bulkboek lanceerde haar in het themanummer De Popdichters. De bundel Hup de Zee bracht haar in 1986 op een lange tournee door het land die in 1988 resulteerde in De Ozon Expres. Daarna volgde in 1991 de schelmenroman Kraker Jack, over een dolgedraaide actievoerder (lees: Jack van Lieshout). Met de bundel Stad Sta Stil sloot ze in 1993 de periode van punk en kraken af en sloeg ze via cyberpunk nieuwe wegen in. In de jaren negentig ging de dichteres zich steeds meer bezighouden met computers en internet en in 1995 was ze de eerste Nederlandse dichter die via het World Wide Web voordroeg. Bij de vrije radiostations Radio 100 en Patapoe werkte ze onder de namen Matrix en An Teak. Op TalkRadio 1395AM was ze 76 zondagen te horen in het nachtprogramma Eskimozon. Ozon schreef freelance voor diverse tijdschriften en had een column in actieblad Ravage.
In 2005 kwam haar poëzie bij uitgeverij Passage weer in boekvorm uit met de bundel Bronwater, gevolgd door de bundels Hartspanne en Zwerfzang. Voor een revival van de Art-o-Maat – de omgebouwde automaat waarin ze haar debuutbundel had verspreid – maakte ze in 2019 het verzamelbundeltje Kleingoed.
Ze was zanger en tekstschrijver van Gretchen & de NonValeurs, De Squelettes en werkte vanaf 1982 muzikaal samen met sonoloog-musicus-componist Ludwig Wisch. Ook was ze incidenteel achtergrondzangeres bij Odongo & The Spirits en Wally Tax & The Music. Met de band De Drie Boeddha's bracht ze poëzie op muziek van gitariste-componiste Wil Schmal. Schmal en Diana Ozon spelen sinds 2020 samen in de Ozon Schmal Band.
Diana Ozon is tot op heden actief als performance-dichter in de Nederlandse traditie waartoe ook Simon Vinkenoog, Johnny van Doorn, Jules Deelder en Bart Chabot gerekend kunnen worden.

## Discografie
- Voorbindbuik, De Drie Boeddha's, D3B 2008
- Gramschap 50, diverse dichters, Gramschap 1986
- Laag bij de gronds, Diana Ozon & Ludwig Wisch, Blessure Records 1982